# 维森费尔德
维森费尔德（德語：Wiesenfeld）是德国图林根州的市镇，隶属于艾希斯费尔德县。总面积为7.69平方千米，截至2023年12月31日总人口为231人。